# Општина Стаучени (Ботошани)
Стаучени (рум. Stăuceni) општина је у Румунији у округу Ботошани.
Oпштина се налази на надморској висини од 146 m.